# Katja Demut
Katja Demut (ur. 21 grudnia 1983 w Schmölln) – niemiecka lekkoatletka specjalizująca się w trójskoku.
Na arenie międzynarodowej zadebiutowała w 2000 roku odpadając w eliminacjach mistrzostw świata juniorów. Dwa lata później podczas kolejnej edycji juniorskiego czempionatu globu była siódma. W 2003 i 2005 startowała w mistrzostwach Europy zawodników do lat 23 zajmując w nich odpowiednio piątą i dwunastą lokatę. W 2009 bez powodzenia startowała w halowych mistrzostwach Starego Kontynentu oraz na mistrzostwach świata. Podczas mistrzostw Europy w Barcelonie (2010) nie oddała żadnego mierzonego skoku w eliminacjach i nie awansowała do finału. Halowy sezon 2011 rozpoczęła od wygrania mityngów w Chociebużu oraz Düsseldorfie – oba zwycięstwa zapewniła sobie poprawiając halowy rekord Niemiec. Dobrej formy nie potwierdziła na halowych mistrzostwach Europy, gdzie odpadła w eliminacjach. Stawała na podium krajowego czempionatu oraz reprezentowała swój kraj w zawodach pucharu Europy i drużynowych mistrzostw Starego Kontynentu.
Rekordy życiowe: stadion – 14,57 (13 czerwca 2011, Wesel); hala – 14,47 (11 lutego 2011, Düsseldorf). Wynik uzyskany przez Demut z otwartego stadionu był do 2019 rekordem Niemiec.

## Osiągnięcia
| Rok  | Impreza                                 | Miejsce   | Pozycja           | Rezultat |
| ---- | --------------------------------------- | --------- | ----------------- | -------- |
| 2000 | Mistrzostwa świata juniorów             | Santiago  | el. – 19. miejsce | 12,46    |
| 2002 | Mistrzostwa świata juniorów             | Kingston  | 7. miejsce        | 12,94    |
| 2003 | Młodzieżowe mistrzostwa Europy          | Bydgoszcz | 5. miejsce        | 13,74    |
| 2005 | Młodzieżowe mistrzostwa Europy          | Erfurt    | 12. miejsce       | 12,96    |
| 2007 | Superliga pucharu Europy                | Monachium | 6. miejsce        | 13,93    |
| 2008 | Superliga pucharu Europy                | Annecy    | 6. miejsce        | 13,40    |
| 2009 | Halowe mistrzostwa Europy               | Turyn     | el. – 13. miejsce | 13,76    |
| 2009 | Superliga drużynowych mistrzostw Europy | Leiria    | 11. miejsce       | 13,04    |
| 2009 | Mistrzostwa świata                      | Berlin    | el. – 34. miejsce | 11,38    |
| 2010 | Superliga drużynowych mistrzostw Europy | Bergen    | 7. miejsce        | 13,78    |
| 2010 | Mistrzostwa Europy                      | Barcelona | –                 | NM       |
| 2011 | Halowe mistrzostwa Europy               | Paryż     | el. – 15. miejsce | 13,81    |
| 2011 | Superliga drużynowych mistrzostw Europy | Sztokholm | 6. miejsce        | 13,81    |
| 2014 | Mistrzostwa Europy                      | Zurych    | el. – 18. miejsce | 13,39    |
| 2015 | Halowe mistrzostwa Europy               | Praga     | el. – 11. miejsce | 13,81    |